# Saco Grande

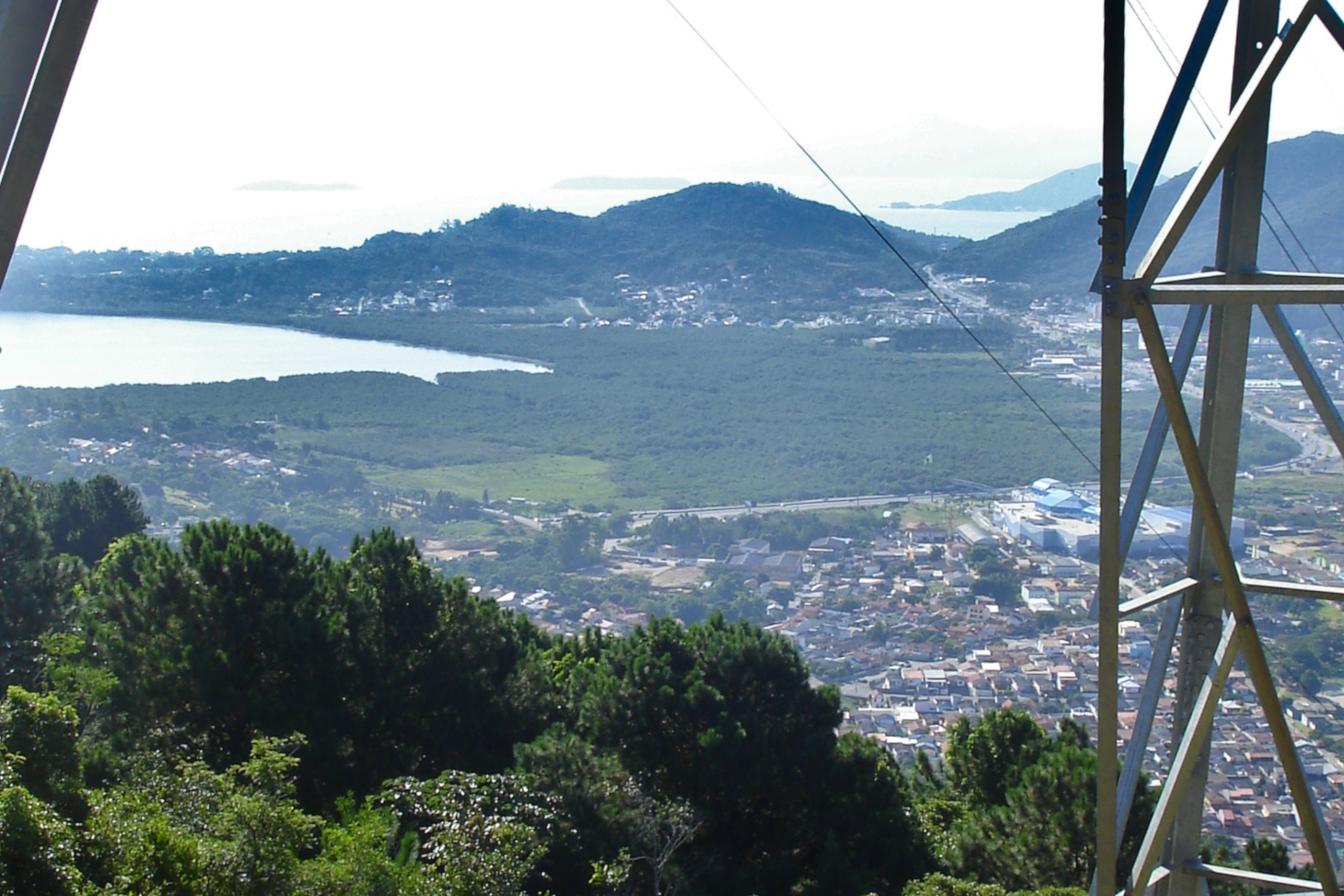
Manguezal do bairro Saco Grande, área protegida de Florianópolis. Foto de 2009.

Saco Grande é um bairro localizado na porção centro-norte de Florianópolis, na Ilha de Santa Catarina, Brasil. O nome tem como origem açoriana o uso da expressão "saco" para designar uma área protegida de grandes ondas ou ressacas.
Extra-oficialmente, o nome era antes utilizado para designar a região dividida em Saco Grande I (atual João Paulo) e Saco Grande II (hoje somente Saco Grande), além do Monte Verde, situado entre ambos. Os bairros foram renomeados pela prefeitura de Florianópolis.
Este bairro ocupa extensas áreas às margens das rodovias SC 401 e Virgílio Várzea e é basicamente formado por casas de médio a alto padrão, conjuntos habitacionais construídos pelo governo e destinados à população de baixa renda, sedes administrativas de empresas, centros de entretenimento e um shopping. Nos últimos anos têm sido construídos condomínios com prédios, destinados à população de classe média.
No bairro, que pertence ao distrito sede de Florianópolis, está localizado o centro administrativo do governo de Santa Catarina.

## Meio ambiente
O bairro apresenta uma vasta sequência de morros de Mata Atlântica com floresta em regeneração, que apesar de protegidos por leis municipais e federais, sofrem com atos ilegais em vários pontos, através de desmatamentos que tem dado lugar a construções irregulares em locais bastante delicados, como nascentes, rios e encostas muito íngrimes, contribuindo também com a poluição de vários córregos da região.
Já, ao lado do mar, no bairro está localizada uma importante área de manguezal, melhor preservada do que os morros, composta por uma extensa área de floresta que cresce em contato com o mar e que está preservada por lei através da Estação Ecológica de Carijós, uma área protegida federal.

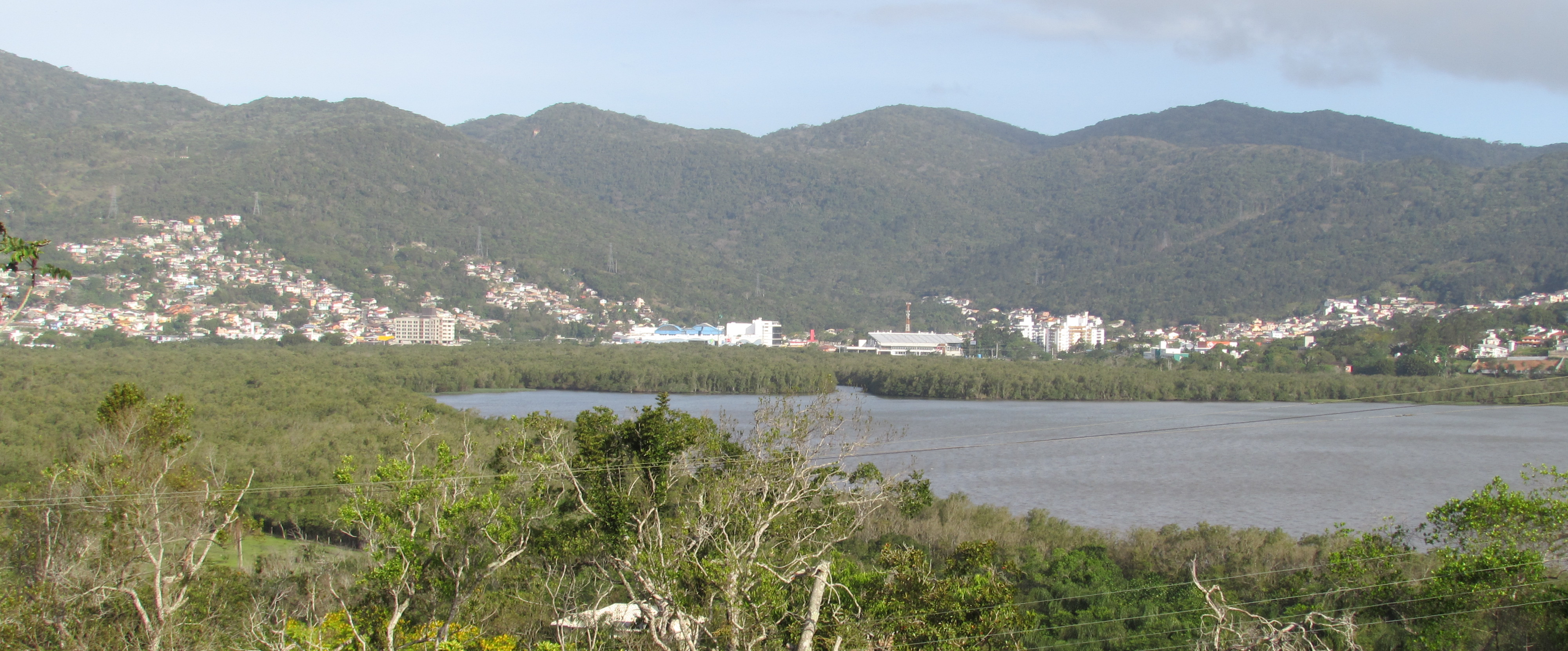
Panorâmica da parte sul do bairro, com destaque para o manguezal do Saco Grande (na foto a área de floresta em contato com o mar) e ao fundo alguns dos morros ao sul do bairro. Foto de 2018.

No norte do bairro, está localizada ainda outra área de natureza protegida, uma estação de pesquisa da UFSC, conhecida como UCAD - Unidade de Conservação Ambiental Desterro. Outra área de pesquisa, também da UFSC, localizada no bairro é a "Cidade das Abelhas", local que já foi um importante centro de estudos de apicultura. 